# Klimpuški rukopis
Klimpuški rukopis, također poznat kao Klimpuški rukopisni fragment je najstariji zapis na jeziku Gradišćanskih Hrvata iz 1564. godine. Riječ je o rukopisnom zapisu molitve Oče naš i uskrsne pjesme Kristuš je gori ustal. Zapis je otkrio mađarski arheolog Flóris Rómer 1861. godine na posljednjoj praznoj stranici tiskanog misala na latinskom jeziku iz 1501. godine.

## Jezik i autorstvo
Autor zapisa je Juraj Vuković iz Jastebarskog potpisan u samom zapisu. Tekst je pisan bosančicom, a jezik zapisa se opisuje kao kajkavsko-čakavski.

## Vanjske poveznice
- Fotografija ulomka Klimpuškog rukopisa na stranicama Znanstvenog instituta Gradišćanskih Hrvatov